# Michael Appleton
Michael Appleton (Salford, 4 december 1975) is een Engels voetbalcoach en voormalig voetballer.

## Spelerscarrière
Appleton genoot zijn jeugdopleiding bij Manchester United, waar hij in 1994 een profcontract ondertekende. Hij kwam er echter niet verder dan twee League Cup-wedstrijden, tegen Swindon Town en Leicester City. Manchester United leende hem uit aan Wimbledon FC, Lincoln City en Grimsby Town en liet hem in 1997 op definitieve basis vertrekken naar Preston North End, dat 500.000 Britse pond – een toenmalig clubrecord – voor hem betaalde. In 2000 hielp hij de club aan de titel in de Second Division.
In januari 2001 betaalde West Bromwich Albion 750.000 Britse pond om de toen 25-jarige Appleton naar The Hawthorns te halen. Appleton begon het seizoen 2001/02 als basisspeler, maar in november 2001 scheurde hij op training de achterste kruisbanden van zijn rechterknie. Pas in februari 2003, toen West Bromwich al naar de Premier League was gepromoveerd, kon Appleton zijn wederoptreden maken in een reservenwedstrijd tegen zijn ex-club Manchester United. In november 2003 moest Appleton op 27-jarige leeftijd noodgedwongen een punt achter zijn spelerscarrière zetten. Toenmalig West Bromwich-trainer Gary Megson noemde het "een van de meest trieste dagen die hij als trainer heeft gehad".

## Trainerscarrière

### West Bromwich Albion
Appleton bleef na afloop van zijn spelerscarrière aan de slag bij West Bromwich als jeugdtrainer. In 2009 promoveerde de club hem tot assistent van hoofdtrainer Roberto Di Matteo. Onder Di Matteo promoveerde Appleton in 2010 naar de Premier League met West Bromwich. Na het ontslag van de Italiaan viel Appleton in februari 2011 even in als interim-trainer, maar al snel werd Roy Hodgson aangesteld als opvolger.

### Portsmouth FC
In november 2011 begon Appleton bij Portsmouth FC aan zijn eerste job als hoofdtrainer. Tijdens de winter van 2012 haalde hij met Joe Mattock en George Thorne twee West Bromwich-spelers op huurbasis naar Fratton Park. Op het einde van het seizoen eindigde de club 22e op 24 clubs in de Championship, waarop de club naar de League One degradeerde. Appleton mocht aanblijven als trainer, maar vertoefde ook in de derde Engelse divisie constant in de kelder van het klassement. Op 7 november 2012, net geen jaar na zijn aanstelling bij Portsmouth, stapte hij over naar Blackpool FC om de naar Crystal Palace vertrokken Ian Holloway op te volgen.

### Blackpool FC & Blackburn Rovers
Toen Appleton in november 2012 overnam bij Blackpool, stond de club twaalfde in de Championship. Amper 65 dagen zijn aanstelling kreeg hij van Blackpool de toestemming om te onderhandelen met Blackburn Rovers, dat na het vertrek van Henning Berg in december 2012 een nieuwe coach zocht. Na twaalf wedstrijden, waarin hij een povere 13 op 33 pakte in de competitie en in de FA Cup een replay afdwong tegen eersteklasser Fulham FC, ruilde Appleton The Seasiders in voor Blackburn Rovers. Appleton liet Blackpool achter op een veertiende plek in het klassement.
Bij Blackburn Rovers, dat eveneens actief was in de Championship en daar bij zijn komst twaalfde stond in het klassement, startte Appleton met een 1-2-nederlaag tegen Charlton Athletic. Het zou de voorbode worden van een korte passage, waarin Appleton weliswaar twee rondes overleefde in de FA Cup (waaronder de vijfde ronde tegen Arsenal FC), maar in de competitie slechts 10 op 33 behaalde. Op 19 maart 2013 werd Appleton ontheven van zijn taken als manager van Blackburn Rovers, dat naar de achttiende plek in het klassement was weggegleden. Hij bleef slechts 67 dagen – twee dagen langer dan bij Blackpool – aan als trainer van de Rovers.

### Oxford United
Op 4 juli 2014 werd Appleton aangesteld als trainer van Oxford United uit de League Two. In zijn eerste seizoen eindigde hij op een anonieme dertiende plaats in het klassement, maar in het seizoen 2015/16 eindigde de club (mede dankzij de achttien competitiedoelpunten van Kemar Roofe) tweede met 86 punten, waardoor de club promoveerde naar de League One. De club plaatste dat seizoen ook voor de finale van de Football League Trophy, een bekercompetitie voor clubs uit de League One en de League Two, maar daarin verloor het van Barnsley FC. 
In het seizoen 2016/17 sloeg Oxford geen slecht figuur in de League One: de club kwam nooit in de problemen en eindigde na een knappe eindsprint zelfs achtste. Bovendien plaatste de club zich voor het tweede jaar op rij voor de finale van de Football League Trophy, maar The U's gingen opnieuw onderuit in de finale, ditmaal tegen Coventry City.

### Leicester City
Na drie jaar goed werk geleverd te hebben bij Oxford United, kreeg Appleton medio 2017 de kans om de assistent van Craig Shakespeare te worden bij Leicester City. Beide heren kenden elkaar nog van bij West Bromwich, waar Shakespeare net als Appleton nog jeugd- en assistent-trainer was geweest. Na het ontslag van Shakespeare in oktober 2017 bleef Appleton aan als assistent van diens opvolger Claude Puel, na eerst twee zeges te hebben gepakt als interim-trainer (in de competitie tegen Swansea City en in de League Cup tegen Leeds United). Op het einde van het seizoen verliet Appleton de club na herstructureringen in de technische staf van Puel.

### West Bromwich Albion (II) & Lincoln City
Op 26 april 2019 keerde Appleton terug naar West Bromwich Albion, eerst als assistent van interim-trainer James Shan en later als trainer van de U23. In september 2019 verliet Appleton de club alweer toen hij een aanbod kreeg van Lincoln City FC om hoofdtrainer te worden.